# 大泉製作所
株式会社大泉製作所（おおいずみせいさくしょ、英: OHIZUMI MFG. CO., LTD.）は、東京都中央区に本社を置く日本の電子部品メーカー。フェローテックホールディングスの完全子会社。

## 概要
主にNTCサーミスタ、PTCサーミスタ、MNRバリスタ、サーミスタ温度センサーなどを製造・販売する。車載用・空調機用の温度センサーを主力とするほか、2次電池、光通信向け電子部品などを手掛ける。
1939年8月13日に海軍航空本部の要請を受け、航空機の高性能電気接点の製造のために設立された日本接点研究所を母体とする。
1944年3月25日、東京都板橋区にて株式会社大泉航空機器製作所として設立された。
2012年6月22日、東証マザーズ市場に上場。
2020年現在は、青森県南部地方や中国・広東省に製造・物流拠点を置いている。

## 主な業務内容
- サーミスタエレメントの製造
- MNRバリスタの製造
- サーミスタアッセンブリの製造　など

## 沿革
- 1944年（昭和19年）3月 - 東京都板橋区に株式会社大泉航空機器製作所を設立。
- 1945年（昭和20年）10月 - 株式会社大泉製作所に商号変更。東京都練馬区に本店を移転。
- 1955年（昭和30年）1月 - NTCサーミスタの製造を開始。
- 1966年（昭和41年）12月 - 青森県十和田市に子会社・十和田電子株式会社（現・十和田工場）を設立。
- 1981年（昭和56年）10月 - 青森県五戸町に五戸電子工業株式会社（現・センサ工業五戸工場）を設立。
- 1984年（昭和59年）1月 - 十和田市に子会社・八甲田電子株式会社を設立。
- 1985年（昭和60年）5月 - 十和田市に子会社・センサ工業株式会社（現・センサ工業第一工場）を設立。
- 1987年（昭和62年）4月 - PTCサーミスタの製造を開始。
- 1989年（平成元年）6月 - 青森県八戸市に八戸電子工業株式会社（現・センサ工業八戸工場）を設立。
- 2003年（平成15年）8月 - 埼玉県狭山市に本店を移転。
- 2004年（平成16年）1月 - 中国・広東省東莞市に子会社・東莞大泉傳感器有限公司を設立。
- 2012年（平成24年）6月 - 東京証券取引所マザーズ市場に上場。
- 2014年（平成26年）12月 - タイ・チョンブリー県で子会社・OHIZUMI MFG(THAILAND)CO.,LTD.の工場が稼動。
- 2017年（平成29年）
  - 2月 - 中国・上海市に東莞大泉傳感器有限公司上海連絡所を開設。
  - 4月 - ドイツ・シュツットガルトに欧州代表事務所を開設。
  - 5月 - 十和田工場敷地内に技術開発センターを開設
- 2022年（令和4年）8月1日 - 株式公開買付け（TOB）により、フェローテックホールディングスの連結子会社となる[10]。
- 2023年（令和5年）12月26日 - フェローテックホールディングスが再度実施したTOBが成立[11]。
- 2024年（令和6年）
  - 2月8日 - 東京証券取引所グロース市場上場廃止[12]。
  - 2月13日 - 株式売渡請求によりフェローテックホールディングスの完全子会社となる[12]。